# Marieluise Deißmann-Merten
Marieluise Deißmann-Merten (* als Marieluise Merten am 17. Juli 1935 in Berlin; † 12. Februar 2011 in Frankfurt am Main) war eine deutsche Althistorikerin.
Deißmann-Merten studierte Alte Geschichte, Latein und Germanistik in Frankfurt und Bonn. 1964 wurde sie bei Hermann Strasburger mit einer Arbeit zum Thema Fides Romana bei Livius an der Universität Frankfurt promoviert. Nach kurzer Tätigkeit im Schuldienst war sie seit 1967 bis zu ihrer Pensionierung 1997 als zunächst Akademische Rätin und später als Akademische Oberrätin an der Universität Freiburg beschäftigt. Als Pensionärin war sie ab 2005 noch am Münzkabinett der Staatlichen Museen zu Berlin tätig.
Neben der Lehre gehörte zu Deißmann-Mertens Aufgabenbereich auch die Betreuung der akademischen Münzsammlung. Sie ordnete und inventarisierte die Sammlung nicht nur, sondern bezog sie schon früh in die Lehre ein. Ihre Übersetzung von Gaius Iulius Caesars De bello Gallico, die auch in einer zweisprachigen Ausgabe zusammen mit dem lateinischen Originaltext erschien, erreichte eine zweistellige Auflagenzahl. Auch die Übersetzung von Caesars De bello civili wurde mehrfach aufgelegt. Zudem steuerte sie viele Beiträge zum Kleinen Pauly bei.

## Schriften
- Caesar: Der Bürgerkrieg. Reclam, Stuttgart 1971, ISBN 3-15-001090-X (mehrere Neuauflagen).
- Caesar: Der gallische Krieg. Reclam, Stuttgart 1980, ISBN 3-15-001012-8 (mehrere Neuauflagen).
- Caesar: De bello Gallico. Der Gallische Krieg. Reclam, Stuttgart 1980, ISBN 3-15-009960-9 (mehrere Neuauflagen, zuletzt: Durchgesehen und mit einem Nachwort versehen von Jörg Fündling. Reclam, Ditzingen 2023, ISBN 978-3-15-014372-8).
- Daten zur antiken Chronologie und Geschichte. Reclam, Stuttgart 1990, ISBN 3-15-008628-0.
- Caesar: De bello civili. Der Bürgerkrieg. Nachwort von Jörg Fündling. Reclam, Stuttgart 2014, ISBN 978-3-15-018567-4.